# Gagea subtrigona
Gagea subtrigona är en liljeväxtart som beskrevs av J.-m.Tison. Gagea subtrigona ingår i Vårlökssläktet och i familjen liljeväxter. Inga underarter finns listade.